# Папаянева къща (Воден)
Папаяневата къща (на гръцки: Οικία Παπαγιάννη) е къща в град Воден, Гърция.

## Местоположение
Къщата е разположена в традиционния квартал Вароша на улица „Македономахи“ № 20.

## История
Изградена е в XIX век. Собственост е на Арх. Папаянис.
В 1988 година като пример за традиционната градска архитектура на XIX век е обявена за паметник на културата.